# Jenseits des Protokolls
Jenseits des Protokolls ist eine Autobiografie von Bettina Wulff. Das mit Hilfe von Nicole Maibaum verfasste Buch erschien im September 2012 im Münchner riva Verlag und ging bundesweit mit einer Auflage von 100.000 Exemplaren an den Start.
Als Reaktion auf die heftige Kritik am Buch sagte Bettina Wulff Mitte September 2012 sämtliche zur Promotion des Buches geplanten öffentlichen Auftritte ab.

## Inhalt
Bettina Wulff blickt auf ihre Zeit als Gattin des Bundespräsidenten zurück. Die Veröffentlichung der Autobiografie, in der sie auch die unmittelbar im Vorfeld bekannt gewordenen, im Internet verbreiteten Gerüchte um ihr Privatleben vor der Ehe mit Christian Wulff zurückweist, wurde vom Verlag von November 2012 auf September 2012 vorgezogen. Der ursprüngliche geplante Titel des Buches lautete: Meine Sicht der Dinge.
Sie beschreibt, wie sie aufgewachsen ist, welche Liebesbeziehungen sie in ihrem Leben hatte und wie sie später den damaligen Ministerpräsidenten Wulff kennengelernt hat. Anfangs sei sie von den Annäherungsversuchen des wesentlich älteren Mannes eher belustigt gewesen, auch das konservative Image sei für sie ein Problem gewesen. Das Leben an der Seite des Ministerpräsidenten bzw. Bundespräsidenten habe sie als beschwerlich und fremdbestimmt erlebt. Sie klagt auch darüber, dass der zweiten Familie Wulffs nur wenig Geld nach Abzügen des Unterhalts für die erste übrig geblieben sei. Außerdem habe sie als Frau des Ministerpräsidenten bzw. Bundespräsidenten kein eigenes Gehalt bekommen, trotz der vielen damit verbundenen Verpflichtungen für sie.
Zum Stil schreibt der Stern:

„Weil Wulff beim Schreiben des Buches von der Journalistin Nicole Maibaum unterstützt wurde, ist unklar, wie sehr der Schreibstil wirklich ihrer ist. Aber der Stil spiegelt eine Sehnsucht nach einer im Kern kleinbürgerlichen Geborgenheit wider: in weiten Passagen nutzt sie eine Bravo-Girl-Prosa, stellenweise poesiealbenhaft.“

## Rezeption

### Kritik
Zeit Online hält das Buch für „Eine gerechte Strafe für alle Klatschsüchtigen“ und bezeichnet es als „quälend und vertratscht“.
Laut Cicero zieht Bettina Wulff mit ihrem Buch „nicht nur das höchste Amt der Deutschen ins Banale“. Es lese sich wie das Tagebuch eines Teenagers.
Laut Nürnberger Zeitung ist „die Selbstdemontage dieser Frau so komplett, dass es schon fast keine Rolle mehr spielt, ob an den Rotlicht-Gerüchten etwas dran ist“.

### Verkauf
In den „Hardcover Sachbuch-Charts“ der Kalenderwoche 37 (2012) von Media Control war das Buch auf dem ersten Platz gelistet., in der Kalenderwoche 38 erreichte das Buch nur noch Platz 4 und war in der Woche 39 nicht mehr in den Top 10 vertreten.
In der Spiegel-Bestsellerliste Hardcover belegte es in den Kalenderwochen 39 und 40 Platz 1 bzw. Platz 3, fiel aber in den Wochen 41 und 42 auf Platz 8 bzw. 10.

## Urheberrechtsverletzung via Internet
Bereits Mitte September wurde auf einer Internetseite, die angeblich von Bettina Wulff autorisiert war, eine unerlaubte Kopie verbreitet. Daraufhin leitete der Riva-Verlag rechtliche Schritte ein.

## Sonstiges
Bettina Wulff soll nach Angaben aus der Verlagsbranche für den Vertragsabschluss mit dem Riva Verlag 60.000 Euro erhalten haben. Für das Erreichen der Bestsellerlisten soll eine zusätzliche Erfolgsprämie vereinbart worden sein.
Berichten vom September 2012 zufolge beabsichtigte Nico Hofmann, nach dem Buch einen Fernsehfilm zu drehen. Hofmann bestritt im Oktober jedoch, das Buch verfilmen oder einen Film über „die Wulffs“ drehen zu wollen, vielmehr solle ein Zeitraum bis zu Christian Wulffs Rücktritt vom Amt des Bundespräsidenten, den Hofmann als „etwas Einmaliges in der Geschichte der Bundesrepublik“ bezeichnete, in einem dokumentarischen Spielfilm dargestellt werden, für den Jenseits des Protokolls nur einen Teil der Recherchegrundlagen bilde. Diesen Film strahlte Sat.1 am 25. Februar 2014 unter dem Titel Der Rücktritt aus.